# 쿵 퓨리
《쿵 퓨리》(영어: Kung Fury)은 2015년 공개된 스웨덴 무예 코미디 중편 영화이다. 1980년대 무예 영화와 액션 영화를 오마주하였다. 데이비드 샌드버그가 연출, 각본, 주연을 맡았다. 그 외에 요마 터코니, 데이비드 해슬호프 등이 출연하였다. 쿵푸 캅으로도 알려져있다.

## 줄거리
1980년대 초, 마이애미데이드군 경찰서 형사 쿵 퓨리가 뒷골목에서 "붉은 닌자"를 체포하던 도중 붉은 닌자가 파트너 드래건의 몸을 반으로 가른다. 이때 쿵 퓨리는 갑자기 번개에 맞고 코브라에게 물려 가공할 쿵후의 힘을 부여 받는다.
1985년 악당 아케이드 게임 로봇을 물리친 쿵 퓨리는 트라이세러캅이 새 파트너가 되자 직무 수행 중 또 파트너를 잃을까봐 경찰을 사직한다. 곧 아돌프 히틀러 일명 쿵 퓌러가 시간선에 난입해 휴대 전화를 이용해 원격으로 경찰서장을 사살하고 관할 경찰서를 공격한다.
쿵 퓨리는 히틀러를 죽여 복수하기 위해 컴퓨터 천재 해커맨을 시켜 자신을 과거로 보내게 한다. 그러나 시스템 오류로 쿵 퓨리는 바이킹 시대에 당도해 발키리 바르바리안나와 카타나를 만난다. 카타나는 신 토르를 소환하고 토르는 망치 묠니르를 써서 시간의 문을 열어 쿵 퓨리를 나치 독일 시절로 보내준다.
쿵후 기술로 홀로 나치 군인들을 상대하던 쿵 퓨리는 히틀러의 회전 기관포에 맞고 쓰러진다. 하지만 토르, 해커맨, 트라이세러캅, 발키리들, 티라노사우루스가 시간선에 침투하여 남은 나치 군인들을 죽이고, 티라노사우루스는 히틀러의 수리 로봇과 싸운다. 해커맨이 쿵 퓨리를 되살리자 쿵 퓨리는 히틀러의 사타구니에 어퍼컷을 날리고 토르가 히틀러와 수리 로봇을 묠니르로 찍어누른다.
히틀러를 무찔렀다고 생각하고 1985년 마이애미로 돌아온 쿵 퓨리는 날뛰고 있는 아케이드 게임 로봇을 처리한다. 하지만 쓰러진 로봇 표면에서 스와스티카 문양을 발견한다.

## 출연진
- 데이비드 샌드버그 - 쿵 퓨리 역: 마이애미 형사. 번개에 맞고 코브라에게 물린 뒤 강력한 쿵후를 구사하게 되었다. 고대 예언에서 언급된 "선택된 자."
- 요마 터코니 - 아돌프 히틀러 역: 일명 쿵 퓨러(쿵 퓌러).
- 스티븐 추 - 드래건 역: 붉은 닌자에게 살해되는 쿵 퓨리의 파트너.
- 레오폴드 닐손 - 해커맨 역: 해커봇으로 변신하는 컴퓨터 천재.
- 안드레아스 칼링 - 토르 역 (목소리는 페르헨리크 아르비디우스)
- 에리크 호른크비스트 - 트라이세러캅 역: 반인반트리케라톱스 경찰. 쿵 퓨리의 새 파트너. (목소리는 프란크 산데르손)
- 페르헨리크 아르비디우스 - 경찰서장 역
- 엘레니 웅 - 바베리애나(바르바리안나) 역: 거대한 늑대를 타고 미니건을 쓰는 바이킹 발키리 전사.
- 헬레네 알손 - 커태나(카타나) 역: 티라노사우루스를 타고 다니며 우지를 쓰는 발키리. (목소리는 야스미나 수호넨)
- 에오스 카를손 - 붉은 닌자 역
- 망누스 베트네르 - 라이히슈타케 대령 역
- 비에른 구스타프손 - 람슈타케 이등병 역
- 데이비드 해슬호프 - 호프 9000 역 (목소리)
- 프랑크 산데르손 - 코브라: 쿵 퓨리의 상징 수호 동물 / 다이너마이트(디노미테). 카타나의 애완 티라노사우루스 역 (목소리)

## 기타 제작진
- 음향 편집 감독: 파트리크 외베리

## 같이 보기
- 터보 키드